# Maurice Van Hemelrijck
Charles Louis Maurice Van Hemelrijck, né à Schaerbeek le 20 avril 1901 et mort à Molenbeek-Saint-Jean le 9 octobre 1964, est un homme politique belge,  ministre pour le parti CVP (parti démocrate chrétien néerlandophone).
À l'origine, Charles Van Hemelrijck fut géomètre et technicien, ensuite docteur en droit, avocat et vice-président du syndicat paysan flamand le Boerenbond.
Charles Van Hemelrijck fut conseiller communal en 1946 à Molenbeek-Saint-Jean et sénateur de 1946 à 1964 pour la Province de Brabant pour le CVP.
En 1958 Charles Van Hemelrijck fut ministre de l'enseignement et, de 1958 à 1959, ministre du Congo-Belge et du Ruanda-Urundi. 
En 1959, après les émeutes de janvier 1959 à Léopoldville il fait un voyage officiel au Congo pour étudier les causes de ces émeutes. Un imbroglio nait alors du fait des tensions suscitées par le découragement affiché par le gouverneur général Henry Cornelis face à la situation provoquées par ces émeutes. Le gouverneur général H. Cornelis est finalement laissé à son poste, malgré le souhait du ministre de le remplacer. Mais ce n'est qu'après l'intervention du premier ministre Gaston Eyskens et du roi Baudouin. Cette Affaire Cornelis porte préjudice face aux Congolais, autant à la réputation de l'administration belge qu'à celle du ministre Van Hemelrijck, qui n'a pas été suivi par son premier ministre dans son projet de démission honorable du gouverneur général H. Cornelis .  